# Matra MS10
La Matra MS10 è una monoposto di Formula 1, costruita dalla scuderia francese Matra per partecipare al Campionato mondiale di Formula 1 1968, come sostituta della MS9.